# Stockdegen
Ein Stockdegen (Degenstock) ist eine verborgene Stichwaffe, bei der am Griffstück eines Spazierstockes eine lange, häufig drei- oder vierkantige, spitze und manchmal scharfe Klinge befestigt ist, für die der Schaft des übrigen Stockes als Scheide dient.

## Beschreibung
Zusammengeschoben ist ein Stockdegen von einem üblichen Spazierstock optisch kaum zu unterscheiden. Bei entsprechender Konstruktion der Arretierung des Griff/Klingenteils und insgesamt ausreichender Fertigungsqualität ist er auch als ein solcher vollwertig im Alltag verwendbar.
Seine höchste Verbreitung hatte er im 19. und frühen 20. Jahrhundert als Accessoire und verdeckte (Reserve-)Selbstverteidigungswaffe vor allem von gutsituierten Herren, bei denen ein Spazierstock ohnehin oft zur Mode gehörte und die zudem im Rahmen ihrer Ausbildung zumindest Grundkenntnisse im Fechten erworben hatten. Bereits im 19. Jahrhundert wurde Waffenherstellern die Pflicht auferlegt, diese Waffe nicht anzufertigen bzw. zu verkaufen; eine Sondergenehmigung konnte für Reisende erteilt werden, die die Waffe zur Selbstverteidigung mit sich führen wollten. Im viktorianischen Melodram gehörte der Stockdegen zusammen mit Dolch, Gift und Sprengstoff zur typischen Ausrüstung eines Bösewichts.
Bei einer Variante des Stockdegens ist anstelle einer langen degenartigen Klinge lediglich eine Messer-, eine Dolch- oder Stilettklinge angebracht, für die ebenfalls ein hohler Teil des Stockes als Scheide dient.
Eine ähnliche Waffe ist der Stock mit versenkbarer Klinge. Bei diesem schnellt die Klinge, durch eine ruckartige Bewegung angetrieben, aus dem Stock hervor.

## Rechtliche Situation
Stockdegen und auch die Varianten mit kürzeren Klingen sind wie andere als Alltagsgegenstände getarnte Waffen in Deutschland durch das Waffengesetz als verbotene Gegenstände eingestuft, deren Besitz und Führen verboten und strafbewehrt ist. Auch in der Schweiz und in Österreich sind Stockdegen verboten.